# Sop Hun
 (août 2022).
Sop Hun est un village du Laos situé dans la province de Phongsaly, dans le district de May. Il s'agit de la ville à la frontière du Viêt Nam, en face de Tây Trang.